# 1809
Il 1809 (MDCCCIX in numeri romani) è un anno  del XIX secolo.

## Eventi
- 13 gennaio – Battaglia di Uclés: Nell'ambito della Campagna di Spagna le truppe francesi di Napoleone Bonaparte, comandate dal Maresciallo dell'Impero Victor, sconfissero le truppe spagnole del generale spagnolo Venegas.
- 16 gennaio – Battaglia di La Coruña: Le truppe francesi attaccarono le posizioni difensive britanniche e al termine degli scontri occuparono il campo di battaglia e la città. Tuttavia gli inglesi, che persero in battaglia il generale John Moore, riuscirono ad evitare la totale distruzione e a reimbarcarsi evacuando temporaneamente la penisola iberica.
- 28 marzo – Battaglia di Medellín: Le truppe francesi, agli ordini del maresciallo Claude-Victor Perrin sconfissero quelle spagnole, agli ordini del generale Don Gregorio Garcia de la Cuesta.
- 29 marzo – Prima battaglia di Oporto: I francesi riportarono una completa vittoria contro le forze della coalizione anglo-portoghese, sbaragliando le difese nemiche e conquistando la città.
- 12 aprile – Prima battaglia del Monte Isel: Gli insorti tirolesi liberarono Innsbruck, strappandola al controllo delle truppe bavaresi (alleate dei francesi).
- 19-23 aprile – Battaglia di Eckmühl: Napoleone, con una serie di abili manovre, disgregò e sconfisse progressivamente l'armata dell'arciduca Carlo d'Asburgo-Teschen.
- 12 maggio – Seconda battaglia di Oporto: Le forze francesi, capitanate dal maresciallo Nicolas Jean-de-Dieu Soult, sono battute dall'armata anglo-portoghese del generale Arthur Wellesley.
- 13 maggio – Austria: Napoleone, sconfitta la V coalizione antifrancese (comprendente il Tirolo), occupa Vienna.
- 17 maggio – Annessione dello Stato Pontificio all'impero francese. Papa Pio VII che aveva in precedenza scomunicato Napoleone, il 6 luglio viene portato in Francia, poi a Savona e infine nel Palazzo di Fontainebleau.
- Veneto – Rivolte popolari contro l'occupazione francese nelle terre di San Marco, in alcune aree congiuntamente all'insorgenza tirolese, represse nel sangue dagli eserciti francese ed italiano.
- 21-22 maggio – Battaglia di Aspern-Essling: Lo scontro rappresentò una sconfitta tattica per Napoleone; i suoi piani per attraversare il Danubio e infliggere una sconfitta decisiva all'esercito nemico non ebbero successo a causa soprattutto di difficoltà logistiche e l'imperatore fu costretto a ritirarsi abbandonando temporaneamente il terreno conquistato a nord del fiume, ma strategicamente vinse mantenendo il controllo dell’isola di Lobau e di Vienna.
- 25-29 maggio – Seconda battaglia del Monte Isel: Le truppe bavaresi e francesi vengono sconfitte nuovamente da Andreas Hofer e si ritirano a fondovalle.
- 5-6 luglio – Battaglia di Wagram: Decisiva vittoria delle truppe francesi guidate da Napoleone Bonaparte contro gli austriaci comandati dall'Arciduca Carlo.
- 27 - 28 luglio – Battaglia di Talavera: La battaglia, una delle più aspre tra quelle della guerra d'indipendenza spagnola, si concluse con una vittoria delle forze anglo-spagnole, seppur pagata a caro prezzo.
- 8 agosto – Gioacchino Murat, re di Napoli, con il decreto n°448 inizia la soppressione degli ordini religiosi nel Regno ed in particolare dell'ordine dei domenicani, con la conseguente confisca di tutti i loro beni, la conversione dei conventi ad altro uso (spesso militare) e il passaggio delle loro chiese al clero diocesano.
- 13 agosto – Terza battaglia del Monte Isel: Andreas Hofer sconfigge ancora una volta le truppe bavaresi e francesi e si insedia ad Innsbruck.
- 17 settembre – Pace di Hamina: Il trattato concluse la guerra di Finlandia tra Svezia e Russia iniziata il 21 febbraio 1808. L'Impero russo, uscito vittorioso dal conflitto, impose pesanti condizioni al Regno di Svezia.
- 12 ottobre – Un giovane studente tedesco, Friedrich Staps, tenta di pugnalare Napoleone Bonaparte.
- 14 ottobre – L'Austria firma il Trattato di Schönbrunn con la Francia. Nuova insurrezione in Tirolo.
- 1º novembre – Quarta battaglia del Monte Isel: Decisiva sconfitta tirolese a Bergisel. Andreas Hofer fugge nella natìa Val Passiria.
- 19 novembre – Battaglia di Ocaña: Un esercito francese, nominalmente sotto il comando del re Giuseppe Bonaparte, ma di fatto comandato dal maresciallo Nicolas Jean-de-Dieu Soult, sconfisse le forze spagnole del generale Juan Carlos de Aréizaga.
- 25 novembre – Il diplomatico britannico Benjamin Bathurst scompare misteriosamente in Prussia.
- Viene concesso a Porto Rico il diritto di inviare deputati alla Corte spagnola.

## Nati
Ci sono circa 370 voci su persone nate nel 1809; vedi la pagina Nati nel 1809 per un elenco descrittivo o la categoria Nati nel 1809 per un indice alfabetico.

## Morti

### Gennaio
- 3 gennaio - Pietro Brandolese, editore italiano (n. 1754)
- 3 gennaio - Henri-Pierre Danloux, pittore francese (n. 1753)
- 4 gennaio - Jean-Baptiste Pitrot, ballerino e coreografo francese (n. 1729)
- 5 gennaio - Bartolomeo Forteguerri, ammiraglio italiano (n. 1751)
- 6 gennaio - Johann Augustus Eberhard, teologo e filosofo tedesco (n. 1739)
- 7 gennaio - Eliseo della Concezione, fisico e religioso italiano (n. 1725)
- 7 gennaio - Benito de San Juan, militare spagnolo
- 7 gennaio - Johann Peter Wagner, scultore tedesco (n. 1730)
- 12 gennaio - Pietro Arborio Gattinara, vescovo cattolico italiano (n. 1747)
- 13 gennaio - Johanna Sebus, tedesca (n. 1791)
- 14 gennaio - Nikolaj Petrovič Šeremetev, politico russo (n. 1751)
- 16 gennaio - John Moore, generale britannico (n. 1761)
- 21 gennaio - Girolamo Luigi Durazzo, politico italiano (n. 1739)
- 26 gennaio - Francesco Puccinelli, scienziato italiano (n. 1741)
- 29 gennaio - John Meares, navigatore e esploratore britannico
- 29 gennaio - Luigi Antonio Sabbatini, francescano e compositore italiano (n. 1732)

### Febbraio
- 4 febbraio - Philemon Dickinson, politico e generale statunitense (n. 1739)
- 5 febbraio - Francesco Paolo Nicola de Leon, medico, politico e storico italiano (n. 1734)
- 6 febbraio - Francesco Azopardi, compositore e organista maltese (n. 1748)
- 6 febbraio - Antoine Joseph Santerre, generale e rivoluzionario francese (n. 1752)
- 8 febbraio - Brownlow Bertie, V duca di Ancaster e Kesteven, nobile e militare britannico (n. 1729)
- 10 febbraio - Georg Zoëga, archeologo e numismatico danese (n. 1755)
- 13 febbraio - Angelo Gagliano da Mazzarino, ebanista e religioso italiano (n. 1743)
- 19 febbraio - Johann Adam Schmidt, medico e oculista austriaco (n. 1759)
- 22 febbraio - Johann Ludwig Josef von Cobenzl, politico e diplomatico austriaco (n. 1753)
- 23 febbraio - Dirk van der Aa, pittore olandese (n. 1731)
- 24 febbraio - Horatio Walpole, I conte di Orford, politico inglese (n. 1723)
- 25 febbraio - John Murray, IV conte di Dunmore, nobile e politico scozzese (n. 1730)
- 28 febbraio - Karl Johann Pfefferkorn von Ottenbach, militare austriaco (n. 1725)

### Marzo
- 1º marzo - Federico Carlo di Wied-Neuwied, principe (n. 1741)
- 7 marzo - Johann Georg Albrechtsberger, compositore, organista e teorico musicale austriaco (n. 1736)
- 7 marzo - Jean-Pierre Blanchard, pioniere dell'aviazione e inventore francese (n. 1753)
- 7 marzo - Pierre-Philippe Choffard, disegnatore e incisore francese (n. 1730)
- 8 marzo - Giovanni Paolo Calori Stremiti, militare italiano (n. 1769)
- 11 marzo - Hannah Cowley, drammaturga inglese (n. 1743)
- 16 marzo - Giuseppe Colucci, storico e antiquario italiano (n. 1752)
- 18 marzo - Sebastian Dallinger, liutaio austriaco
- 23 marzo - Thomas Holcroft, drammaturgo e scrittore inglese (n. 1745)
- 25 marzo - Anna Seward, scrittrice, poetessa e critica letteraria inglese (n. 1742)
- 26 marzo - Gabriele Mario Piozzi, musicista, compositore e tenore italiano (n. 1740)
- 27 marzo - Joseph-Marie Vien, pittore francese (n. 1716)
- 28 marzo - Dazincourt, attore teatrale francese (n. 1747)
- 31 marzo - Luigi Leonardo Colli, generale italiano (n. 1757)

### Aprile
- 4 aprile - Vasilij Jakovlevič Čičagov, ammiraglio e esploratore russo (n. 1726)
- 6 aprile - Jean-Pierre Saint-Ours, pittore e disegnatore svizzero (n. 1752)
- 9 aprile - Francisco Javier García Fajer, compositore spagnolo (n. 1730)
- 12 aprile - Scipione Piattoli, scrittore, politico e prete italiano (n. 1749)
- 14 aprile - Pierre Garnier de Laboissière, generale e politico francese (n. 1755)
- 17 aprile - Nicola Giannelli, medico italiano (n. 1733)
- 17 aprile - Johann Christian Kittel, compositore e organista tedesco (n. 1732)
- 19 aprile - Cyprian Godebski, poeta e scrittore polacco (n. 1765)
- 20 aprile - George Harcourt, II conte Harcourt, nobile e mecenate inglese (n. 1736)
- 23 aprile - Jean-Baptiste Cervoni, generale francese (n. 1765)
- 24 aprile - Henri Louis de Rohan, nobile francese (n. 1745)
- 27 aprile - Federico Carlo Ferdinando di Braunschweig-Bevern, nobile danese (n. 1729)
- 30 aprile - Henry Pearce, pugile inglese (n. 1777)

### Maggio
- 1º maggio - François Laurent d'Arlandes, pioniere dell'aviazione francese (n. 1742)
- 2 maggio - Colin Morison, mercante d'arte scozzese (n. 1734)
- 5 maggio - Berek Joselewicz, militare polacco (n. 1764)
- 8 maggio - Augustin Pajou, scultore francese (n. 1730)
- 9 maggio - Melchor de Talamantes, religioso messicano (n. 1765)
- 10 maggio - Peter Karl Ott von Bátorkéz, militare ungherese (n. 1738)
- 13 maggio - Valentino Mastrozzi, cardinale italiano (n. 1729)
- 13 maggio - Beilby Porteus, vescovo anglicano inglese (n. 1731)
- 17 maggio - Friedrich Hensel, militare austriaco (n. 1781)
- 18 maggio - Joseph Leopold Auenbrugger, medico austriaco (n. 1722)
- 21 maggio - Germano Prendaglio, pittore e miniatore italiano (n. 1735)
- 22 maggio - Louis Charles Vincent Le Blond de Saint-Hilaire, generale francese (n. 1766)
- 26 maggio - Carl Ludwig Bachmann, gambista e liutaio tedesco (n. 1743)
- 29 maggio - Johannes von Müller, storico e politico svizzero (n. 1752)
- 30 maggio - Giulio Cesare Gattoni, gesuita e fisico italiano (n. 1741)
- 30 maggio - Mauro Picenardi, pittore italiano (n. 1735)
- 31 maggio - Franz Joseph Haydn, compositore austriaco (n. 1732)
- 31 maggio - Jean Lannes, generale francese (n. 1769)
- 31 maggio - Ferdinand von Schill, ufficiale prussiano (n. 1776)

### Giugno
- 4 giugno - Nicolai Abraham Abildgaard, pittore danese (n. 1743)
- 4 giugno - Leopoldo Vaccà Berlinghieri, militare italiano (n. 1768)
- 7 giugno - Dar'ja Aleksandrovna Rumjanceva, nobildonna russa (n. 1730)
- 8 giugno - Thomas Paine, rivoluzionario e politico britannico (n. 1737)
- 13 giugno - Rosario Gregorio, storico italiano (n. 1753)
- 23 giugno - Luigi Gazzoli, cardinale italiano (n. 1735)
- 23 giugno - Marco Sebastiano Giampiccoli, incisore italiano (n. 1737)
- 27 giugno - Leopoldina di Sternberg, contessa austriaca (n. 1733)
- 30 giugno - Nicasio Álvarez de Cienfuegos, poeta spagnolo (n. 1764)

### Luglio
- 6 luglio - Joachim Zachris Duncker, militare svedese (n. 1774)
- 6 luglio - Antoine Charles Louis de Lasalle, generale francese (n. 1775)
- 6 luglio - Joseph Armand von Nordmann, generale austriaco (n. 1759)
- 7 luglio - Carlo d'Aspre, generale austriaco (n. 1767)
- 9 luglio - Antonio Eximeno, insegnante e musicologo spagnolo (n. 1729)
- 9 luglio - Jacques-Joseph Oudet, militare francese (n. 1772)
- 14 luglio - Nicodemo l'Agiorita, religioso e teologo greco (n. 1749)
- 19 luglio - Andreas Emmerich, militare e rivoluzionario tedesco (n. 1737)
- 22 luglio - Jean Sénébier, scrittore e botanico svizzero (n. 1742)
- 23 luglio - Justin Bonaventure Morard de Galles, ammiraglio francese (n. 1741)
- 24 luglio - Johann Gottfried Eckard, pianista e compositore tedesco (n. 1735)
- 26 luglio - Ljubov' Il'inična Bezborodko, nobildonna russa (n. 1783)

### Agosto
- 8 agosto - Ueda Akinari, scrittore giapponese (n. 1734)
- 9 agosto - Josef Philipp Vukassovich, generale croato (n. 1755)
- 12 agosto - Michail Fedotovič Kamenskij, generale russo (n. 1738)
- 17 agosto - Matthew Boulton, imprenditore britannico (n. 1728)
- 17 agosto - Leopold Lorenz von Strassoldo, militare italiano (n. 1739)
- 18 agosto - Mula Mustafa Bašeskija, scrittore bosniaco (n. 1731)
- 21 agosto - Girolamo Grossi, monaco cristiano e architetto svizzero (n. 1749)
- 24 agosto - Lorenzo Hervás y Panduro, gesuita, linguista e filologo spagnolo (n. 1735)
- 30 agosto - Ignacy Potocki, filosofo polacco (n. 1750)

### Settembre
- 1º settembre - Johann Friedrich August Göttling, chimico tedesco (n. 1753)
- 2 settembre - Carlo Ambrogio d'Austria-Este, arcivescovo cattolico italiano (n. 1785)
- 3 settembre - George Coventry, VI conte di Coventry, politico inglese (n. 1722)
- 3 settembre - Ekaterina Ivanovna Olsuf'eva, nobildonna russa (n. 1758)
- 7 settembre - Buddha Yodfa Chulaloke, militare siamese (n. 1736)
- 7 settembre - Caroline Schelling, scrittrice e traduttrice tedesca (n. 1763)
- 9 settembre - August Ludwig von Schlözer, storico tedesco (n. 1735)
- 14 settembre - Jean Boudet, generale francese (n. 1769)
- 15 settembre - Alexander Mackenzie-Fraser, generale britannico (n. 1758)
- 16 settembre - George Clinton Jr., politico statunitense (n. 1771)
- 28 settembre - Robert Cleveley, pittore e militare britannico (n. 1747)

### Ottobre
- 1º ottobre - Jacques Barraband, pittore e illustratore francese (n. 1768)
- 1º ottobre - Maria Anna d'Asburgo-Lorena, badessa (n. 1770)
- 6 ottobre - Jean Bardin, pittore francese (n. 1732)
- 11 ottobre - Meriwether Lewis, esploratore statunitense (n. 1774)
- 14 ottobre - Gavriil Ivanovič Davydov, navigatore russo (n. 1784)
- 16 ottobre - Nikolaj Aleksandrovič Chvostov, navigatore russo (n. 1776)
- 17 ottobre - Friedrich Staps, tedesco (n. 1792)
- 24 ottobre - Joseph Alois Schmittbaur, compositore tedesco (n. 1718)
- 25 ottobre - Alexander Ball, ammiraglio britannico (n. 1757)
- 30 ottobre - William Henry Cavendish-Bentinck, III duca di Portland, nobile e politico britannico (n. 1738)

### Novembre
- 6 novembre - Gaetano Callani, pittore e scultore italiano (n. 1736)
- 9 novembre - Paul Sandby, pittore britannico (n. 1731)
- 10 novembre - José Raimundo Carrillo, militare statunitense (n. 1749)
- 11 novembre - Jean-Joseph Taillasson, pittore, illustratore e critico d'arte francese (n. 1745)
- 12 novembre - Domenico Zanconti, pittore italiano
- 13 novembre - Mathurin Cherpitel, architetto francese (n. 1736)
- 28 novembre - Emmanuel Crétet, politico francese (n. 1747)
- 28 novembre - Jakob Heinrich Laspeyres, avvocato e entomologo tedesco (n. 1769)

### Dicembre
- 2 dicembre - Mosè Formiggini, banchiere, imprenditore e politico italiano (n. 1756)
- 16 dicembre - Antoine-François de Fourcroy, chimico e medico francese (n. 1755)
- 21 dicembre - Marco VIII di Alessandria, vescovo cristiano orientale egiziano
- 23 dicembre - Antoine Christophe Saliceti, politico italiano (n. 1757)
- 26 dicembre - Aleksandr Michajlovič Belosel'skij-Belozerskij, diplomatico e scrittore russo (n. 1752)
- 29 dicembre - Thomas Barker, meteorologo e astronomo britannico (n. 1722)
- 31 dicembre - Franz Beck, compositore tedesco (n. 1734)
- 31 dicembre - Antonio Martini, arcivescovo cattolico, letterato e biblista italiano (n. 1720)

### Senza giorno specificato
- Felice Luigi Balassi, matematico e presbitero italiano (n. 1723)
- Gian Giuseppe Barzellini, matematico e astronomo italiano (n. 1730)
- Louis-Simon Boizot, scultore francese (n. 1743)
- Dorotea Bussani, soprano austriaco (n. 1763)
- Gaspare Luigi Cassola, gesuita, filosofo e traduttore italiano (n. 1743)
- Tiberio Cavallo, fisico italiano (n. 1749)
- Nicolas Dalayrac, compositore francese (n. 1753)
- Charles Claude Flahaut de La Billarderie, militare e politico francese (n. 1730)
- Francisco Gil de Taboada, militare spagnolo
- Manuel José de Lavardén, poeta, drammaturgo e giornalista argentino (n. 1754)
- Manuel Navarrete, francescano messicano (n. 1768)
- Giuseppe Paterna, brigante e prete italiano
- André Planché, artista francese (n. 1727)
- Aleksandr Aleksandrovič Prozorovskij, generale russo (n. 1732)
- Giles Stibbert, militare e politico britannico (n. 1734)
- Filippo Tagliolini, scultore italiano (n. 1745)
- Bartolomeo Zeni, pittore italiano (n. 1730)
- Giovanni Battista Zonca, basso italiano (n. 1728)
- Gioacchino Zuccarello, poeta italiano (n. 1756)

## Calendario
| Calendario 1809 | Calendario 1809 | Calendario 1809 | Calendario 1809 | Calendario 1809 | Calendario 1809 | Calendario 1809 | Calendario 1809 | Calendario 1809 | Calendario 1809 | Calendario 1809 | Calendario 1809 | Calendario 1809 | Calendario 1809 | Calendario 1809 | Calendario 1809 | Calendario 1809 | Calendario 1809 | Calendario 1809 | Calendario 1809 | Calendario 1809 | Calendario 1809 | Calendario 1809 | Calendario 1809 | Calendario 1809 | Calendario 1809 | Calendario 1809 | Calendario 1809 | Calendario 1809 | Calendario 1809 | Calendario 1809 | Calendario 1809 | Calendario 1809 |
| --------------- | --------------- | --------------- | --------------- | --------------- | --------------- | --------------- | --------------- | --------------- | --------------- | --------------- | --------------- | --------------- | --------------- | --------------- | --------------- | --------------- | --------------- | --------------- | --------------- | --------------- | --------------- | --------------- | --------------- | --------------- | --------------- | --------------- | --------------- | --------------- | --------------- | --------------- | --------------- | --------------- |
|                 | 1               | 2               | 3               | 4               | 5               | 6               | 7               | 8               | 9               | 10              | 11              | 12              | 13              | 14              | 15              | 16              | 17              | 18              | 19              | 20              | 21              | 22              | 23              | 24              | 25              | 26              | 27              | 28              | 29              | 30              | 31              |                 |
| Gennaio         | Do              | Lu              | Ma              | Me              | Gi              | Ve              | Sa              | Do              | Lu              | Ma              | Me              | Gi              | Ve              | Sa              | Do              | Lu              | Ma              | Me              | Gi              | Ve              | Sa              | Do              | Lu              | Ma              | Me              | Gi              | Ve              | Sa              | Do              | Lu              | Ma              |                 |
| Febbraio        | Me              | Gi              | Ve              | Sa              | Do              | Lu              | Ma              | Me              | Gi              | Ve              | Sa              | Do              | Lu              | Ma              | Me              | Gi              | Ve              | Sa              | Do              | Lu              | Ma              | Me              | Gi              | Ve              | Sa              | Do              | Lu              | Ma              |                 |                 |                 |                 |
| Marzo           | Me              | Gi              | Ve              | Sa              | Do              | Lu              | Ma              | Me              | Gi              | Ve              | Sa              | Do              | Lu              | Ma              | Me              | Gi              | Ve              | Sa              | Do              | Lu              | Ma              | Me              | Gi              | Ve              | Sa              | Do              | Lu              | Ma              | Me              | Gi              | Ve              |                 |
| Aprile          | Sa              | Do              | Lu              | Ma              | Me              | Gi              | Ve              | Sa              | Do              | Lu              | Ma              | Me              | Gi              | Ve              | Sa              | Do              | Lu              | Ma              | Me              | Gi              | Ve              | Sa              | Do              | Lu              | Ma              | Me              | Gi              | Ve              | Sa              | Do              |                 |                 |
| Maggio          | Lu              | Ma              | Me              | Gi              | Ve              | Sa              | Do              | Lu              | Ma              | Me              | Gi              | Ve              | Sa              | Do              | Lu              | Ma              | Me              | Gi              | Ve              | Sa              | Do              | Lu              | Ma              | Me              | Gi              | Ve              | Sa              | Do              | Lu              | Ma              | Me              |                 |
| Giugno          | Gi              | Ve              | Sa              | Do              | Lu              | Ma              | Me              | Gi              | Ve              | Sa              | Do              | Lu              | Ma              | Me              | Gi              | Ve              | Sa              | Do              | Lu              | Ma              | Me              | Gi              | Ve              | Sa              | Do              | Lu              | Ma              | Me              | Gi              | Ve              |                 |                 |
| Luglio          | Sa              | Do              | Lu              | Ma              | Me              | Gi              | Ve              | Sa              | Do              | Lu              | Ma              | Me              | Gi              | Ve              | Sa              | Do              | Lu              | Ma              | Me              | Gi              | Ve              | Sa              | Do              | Lu              | Ma              | Me              | Gi              | Ve              | Sa              | Do              | Lu              |                 |
| Agosto          | Ma              | Me              | Gi              | Ve              | Sa              | Do              | Lu              | Ma              | Me              | Gi              | Ve              | Sa              | Do              | Lu              | Ma              | Me              | Gi              | Ve              | Sa              | Do              | Lu              | Ma              | Me              | Gi              | Ve              | Sa              | Do              | Lu              | Ma              | Me              | Gi              |                 |
| Settembre       | Ve              | Sa              | Do              | Lu              | Ma              | Me              | Gi              | Ve              | Sa              | Do              | Lu              | Ma              | Me              | Gi              | Ve              | Sa              | Do              | Lu              | Ma              | Me              | Gi              | Ve              | Sa              | Do              | Lu              | Ma              | Me              | Gi              | Ve              | Sa              |                 |                 |
| Ottobre         | Do              | Lu              | Ma              | Me              | Gi              | Ve              | Sa              | Do              | Lu              | Ma              | Me              | Gi              | Ve              | Sa              | Do              | Lu              | Ma              | Me              | Gi              | Ve              | Sa              | Do              | Lu              | Ma              | Me              | Gi              | Ve              | Sa              | Do              | Lu              | Ma              |                 |
| Novembre        | Me              | Gi              | Ve              | Sa              | Do              | Lu              | Ma              | Me              | Gi              | Ve              | Sa              | Do              | Lu              | Ma              | Me              | Gi              | Ve              | Sa              | Do              | Lu              | Ma              | Me              | Gi              | Ve              | Sa              | Do              | Lu              | Ma              | Me              | Gi              |                 |                 |
| Dicembre        | Ve              | Sa              | Do              | Lu              | Ma              | Me              | Gi              | Ve              | Sa              | Do              | Lu              | Ma              | Me              | Gi              | Ve              | Sa              | Do              | Lu              | Ma              | Me              | Gi              | Ve              | Sa              | Do              | Lu              | Ma              | Me              | Gi              | Ve              | Sa              | Do              |                 |